# Kevin Tshiembe
Kevin N’goyi Tshiembe (* 31. März 1997 in Tingbjerg, Kopenhagen, Dänemark) ist ein dänisch-kongolesischer Fußballspieler. Er spielt seit August 2021 bei Brøndby IF und zuvor bei Lyngby BK, für den er bereits in seiner Jugend auflief.

## Hintergrund
Kevin Tshiembes Eltern kamen im Jahr 1996 aus der Demokratischen Republik Kongo nach Dänemark. Er selbst kam ein Jahr später in Tingbjerg, einem „berühmt und berüchtigt[en]“ Viertel in Kopenhagen, auf die Welt und wuchs auch dort auf.
Über seine Kindheit und Jugend dort sagte Tshiembe „Ich bin hier in Tingbjerg so gut aufgewachsen, wie ich es mir nur hätte wünschen können. Viele Leute werden das wahrscheinlich über ihre Stadt sagen, aber ich glaube wirklich, dass Tingbjerg ein fantastischer Ort zum Aufwachsen ist. Es gibt viele Vorurteile, und es gab viel Kriminalität und Gangs und solche Sachen.“ und fügte noch hinzu: „Ich war selbst nie Teil von all dem. Es ist nicht so, dass ich dagestanden und gedacht hätte, es gäbe ein Entweder-Oder. Natürlich habe ich als junger Mensch ein paar Dinge getan, Sie wissen schon, was ich meine. Und es gibt einige meiner Freunde, die den Weg des Fußballs eingeschlagen haben, und einige, die andere Wege gegangen sind.“ Zu den Lebensumständen in Tingbjerg sagte er, dass er „verstehe[, warum] es viele Vorurteile gibt, wenn man die Nachrichten liest“, aber wenn man dort aufwachsen würde und die Einwohner kennt, sei es „einfach etwas ganz anderes“.

## Karriere

### Verein
Kevin Tshiembe hatte wie die anderen Kinder und Jugendlichen in Tingbjerg Fußball gespielt und trat dem ortsansässigen Klub Brønshøj BK bei. Am Rande eines Spiels gegen die Altersgenossen von Kjøbenhavns Boldklub wurde er von dessen Trainer gefragt, ob er sich „KB“ anschließen will. Nur eine Woche nach dieser Partie trainierte Tshiembe bei dieser Mannschaft mit und wechselte schließlich zu Kjøbenhavns Boldklub, dessen erste Mannschaft zusammen mit der von B 1903 Kopenhagen den FC Kopenhagen darstellt. Trainer Piotr Haren habe, so Kevin Tshiembe, „einen großen Teil meiner Erziehung ausgemacht“ und sagte, dass er in einer Situation, in der er gut im Fußball war, gewesen war, es jedoch auch „Phasen, in denen ich nicht zum Training gekommen war“ gab, da er „lieber mit meinen Freunden unterwegs war“. In der U15 spielte er in der Verteidigung, kam aber später als Flügelspieler und als zentraler Mittelfeldspieler zum Einsatz, ehe er als Innenverteidiger spielte. Später wechselte Tshiembe zu AB Gladsaxe und hatte dort als defensiver Mittelfeldspieler in einem 4-3-3-System gespielt, doch nach dem Verlust eines Innenverteidigers wurde er dauerhaft zu einem Spieler in der Abwehrzentrale.
Als 17-Jähriger folgte der Wechsel in die Jugendabteilung von Lyngby BK. Am 31. August 2016 gab Kevin Tshiembe im Alter von 19 Jahren beim 3:1-Sieg in der zweiten Runde des dänischen Pokals bei Frederiksværk Boldklub sein Pflichtspieldebüt für die Profimannschaft. In der Saison 2016/17 sammelte er – wenn überhaupt – nur in der U19-Mannschaft Spielpraxis, doch in der Spielzeit darauf sammelte er seine ersten Minuten im Punktspielbetrieb, wobei er kein Stammspieler war. Lyngby BK stieg schließlich aus der Superligaen ab und im dänischen Unterhaus war Tshiembe als Stammspieler in der Innenverteidigung in der Hinrunde bis Oktober 2018 in jedem Spiel zum Einsatz gekommen, einen Teil der Rückrunde verpasste er wegen einer Verletzung. Lyngby BK stieg schließlich wieder in die Superligaen auf und zurück im Oberhaus, kam er regelmäßig zum Einsatz, nicht selten auch als Teil der Startelf. Dem Klub gelang schließlich der Klassenerhalt und Kevin Tshiembe gelang in der folgenden Saison ab Dezember 2020 schließlich der Durchbruch, als er sich einen Stammplatz in der Innenverteidigung erkämpfte. Den Abstieg konnte er allerdings nicht verhindern.
Im August 2021 wechselte er schließlich zu Brøndby IF. Tshiembe war zunächst als Innenverteidiger Stammspieler, bevor er sich häufiger auf der Ersatzbank wiederfand, in der Meisterrunde erkämpfte er sich allmählich seinen Platz zurück. Mit Brøndby IF scheiterte er in den Play-offs zur UEFA Champions League an den FC Red Bull Salzburg und spielte dadurch in der Gruppenphase der UEFA Europa League, wo man in einer Staffel mit Sparta Prag, Olympique Lyon und den Glasgow Rangers ausschied. In der Liga qualifizierten sich Kevin Tshiembe und Brøndby IF für die UEFA Europa Conference League, schieden allerdings in der dritten Qualifikationsrunde gegen den FC Basel aus. Im Ligaalltag in der Saison 2022/23 war ihm nun der Durchbruch gelungen.

### Nationalmannschaft
Im Mai 2021 bekundete Kevin Tshiembe sein Interesse, für die Nationalmannschaft der Demokratischen Republik Kongo zu spielen.